# Zbigniew Siemiński
Zbigniew Jerzy Siemiński (ur. 11 września 1931 w Koluszkach, zm. 17 września 2004) – działacz opozycji, polonista, nauczyciel.

## Życiorys
Studiował polonistykę na Uniwersytecie Łódzkim. W październiku 1956 włączył się w działania niezależne, m.in. przemawiał na wiecu 23 października, w hali „Wimy”. Od 1958 pracował jako nauczyciel, najpierw w szkole podstawowej, następnie szkołach średnich w Łodzi. W 1970 zainicjował napisanie listu w obronie stoczniowców – ofiar protestu w Grudniu tego roku na Wybrzeżu, który podpisali jego uczniowie z łódzkiego Liceum dla pracujących. Był także sygnatariuszem listów protestujących przeciwko zmianom w Konstytucji PRL, wysłanych w styczniu i lutym 1976. W tym samym roku pozbawiono go zatrudnienia z przyczyn politycznych, uniemożliwiając pracę w szkolnictwie lub instytucjach kultury.
Był współzałożycielem Ruchu Obrony Praw Człowieka i Obywatela, sygnatariuszem pierwszego oświadczenia ROPCiO z marca 1977, uczestniczył w ogólnopolskich spotkaniach Ruchu, od 1979 współpracował z Grupy Anty-Berufsverbot, prowadził dyżury interwencyjne w swoim mieszkaniu. W 1981 został przywrócony do pracy. Po ogłoszeniu staniu wojennego został w nocy z 12 na 13 grudnia 1981 internowany. Do maja 1982 przebywał w Zakładzie Karnym w Sieradzu. Następnie powrócił do pracy w szkolnictwie.